# Nazem Amine
Nazem Amine (arab. ‏ناظم امين‎, ur. 29 maja 1927 w Zahli, zm. 16 lipca 2017 w Dearborn) – libański zapaśnik walczący w stylu wolnym. Olimpijczyk z Rzymu 1960, gdzie zajął szesnaste miejsce w kategorii do 67 kg.
Szwagier Moustafy Lahama, olimpijczyka w podnoszeniu ciężarów z Helsinek 1952. Jego wnuki Malik Amine i Myles Amine, są również zapaśnikami. Myles został brązowym medalistą olimpijskim z Tokio 2020.

## Letnie Igrzyska Olimpijskie 1960
| Konkurencja      | Rundy eliminacyjne       | Rundy eliminacyjne   | Rundy eliminacyjne      | Klas. końcowa |
| Konkurencja      | Przeciwnik I             | Przeciwnik II        | Przeciwnik III          | Miejsce       |
| ---------------- | ------------------------ | -------------------- | ----------------------- | ------------- |
| 67 kg styl wolny | Kenny Stephenson (GBR) Z | Roger Bielle (FRA) P | Moustafa Tajiki (IRI) P | 16.           |